# Paul Frey (Sänger)
Paul Frey (* 20. April 1941 in Heidelberg, Ontario) ist ein kanadischer Opernsänger (Tenor).

## Leben und Karriere

### Jugend und Ausbildung
Frey wuchs in einer mennonitischen Familie in St. Jacobs, Ontario, auf. Er sang im Glad Tidings Quartett sowie im Schneider Male Chorus in Kitchener-Waterloo. Mit 14 Jahren verließ er die Schule und übernahm schließlich das Speditionsunternehmen seines Vaters. Zu einer Karriere als Sänger wurde er inspiriert, nachdem er im Alter von 21 Jahren eine Schallplatte von Mario Lanza gehört hatte. Der Regisseur Paul Berg ermunterte ihn, Gesangsunterricht zu nehmen. Als Mitglied des Schneider Male Chorus studierte Frey bei Douglas Campbell und Victor Martens. 1972 verkaufte er sein Speditionsunternehmen und begann als erster Empfänger des Edward-Johnson-Stipendiums ein Studium bei Louis Quilico an der University of Toronto Opera School. Obwohl er mit 29 Jahren als Opernsänger begann, gab Paul Frey sein offizielles Debüt erst mit 35 Jahren.

### Karriere als Sänger
Trotz Freys mangelnder musikalischer Grundausbildung – was seine Karriere an der Opernschule behinderte, aber schließlich durch Kurse am Royal Conservatory of Music behoben wurde – erkannte Stuart Hamilton Freys Potenzial und engagierte ihn 1976 für die Oper Werther von Jules Massenet an der Seite von Maureen Forrester für eine konzertante Darbietung. Anschließend sang er u. a. den Rodolfo in La Bohème und Alfredo in La Traviata für die Canadian Opera Company sowie den Tamino in der Zauberflöte am National Arts Centre.
1978 wurde Frey nach einer vom Canada Council geförderten Tournee an das Stadttheater Basel engagiert. In den ersten Monaten sang er die großen Tenorrollen in Werther, Fidelio und Die verkaufte Braut. Sein Auftritt als Lohengrin in Karlsruhe im Jahr 1985 führte zu einem Vertragsangebot aus Bayreuth, das er ablehnte, um seinen Vertrag in Basel zu erfüllen, wo er sich Ende der 1970er Jahre mit seiner Familie niedergelassen hatte. 1986 wurde Frey an das Nationaltheater Mannheim berufen, um den erkrankten Peter Hofmann als Lohengrin zu ersetzen. Wolfgang Wagner hörte den gefeierten Auftritt und verpflichtete Frey als Sänger zu den Bayreuther Festspielen, wo er 1987 als Lohengrin debütierte. Frey wiederholte die Rolle 1988 unter der musikalischen Leitung von Peter Schneider (Inszenierung: Werner Herzog).
Nach seinem Bayreuth-Auftritt wurde er von vielen europäischen Opernhäusern engagiert. Seine wichtigsten Wagner-Rollen waren Lohengrin, Parsifal, Erik und Walther. Er hat auch eine Vielzahl lyrischer und Heldentenor-Rollen gesungen, darunter die Titelrolle in Benjamin Brittens Peter Grimes, den Aeneas in Berlioz’ Les Troyens, den Titus in La Clemenza di Tito und Corrado in Giuseppe Verdis Il Corsaro. Besonders bekannt ist er als Florestan in Fidelio und als Max in Der Freischütz. Frey debütierte 1987 an der Metropolitan Opera in New York als Bacchus in Ariadne auf Naxos und 1988 am Royal Opera House Covent Garden als Lohengrin, stellvertretend für Placido Domingo. Er trat 1988 in einer Inszenierung von des Freischütz in Paris auf und eröffnete 1988 die Münchner Sommerfestspiele mit Richard Strauss’ Die Liebe der Danae. Neben seinen zahlreichen Auftritten in Europa trat er mit der San Francisco Opera, der Australian Opera und dem Cleveland Orchestra unter Christoph von Dohnányi auf. Frey kehrte 1989 nach Kanada zurück, um in Montreal mit Charles Dutoit in Der fliegende Holländer und in Toronto in Die Walküre aufzutreten.
2002 zog er zurück in seine mennonitische Gemeinde, um dort Landwirtschaft zu betreiben, trat aber weiterhin gelegentlich als Sänger hervor.